# Operatie Nutcracker
Operatie Nutcracker was een militaire operatie van het Britse leger in de Tweede Wereldoorlog in november en december 1944 in Nederlands Limburg. De operatie had als doel om Duitsers te verdrijven van het bruggenhoofd tussen de Peel en de Maas en het westelijke front te verleggen naar de Maas.
De operatie duurde van 14 november 1944 tot 3 december 1944.

## Uitgangssituatie
De geallieerden hadden met operatie Market Garden in september 1944 in een snelle opmars een corridor veroverd van Eindhoven naar Nijmegen. Een aansluitende poging om de linker Maasoever schoon te vegen met Operatie Constellation strandde met grote verliezen in Venray en de tankslag om Overloon. Bij een tegenoffensief wisten de Duitsers zelfs nog tot 29 oktober op te rukken tot de lijn Nederweert – Meijel – Liessel.

## Verloop van de operatie

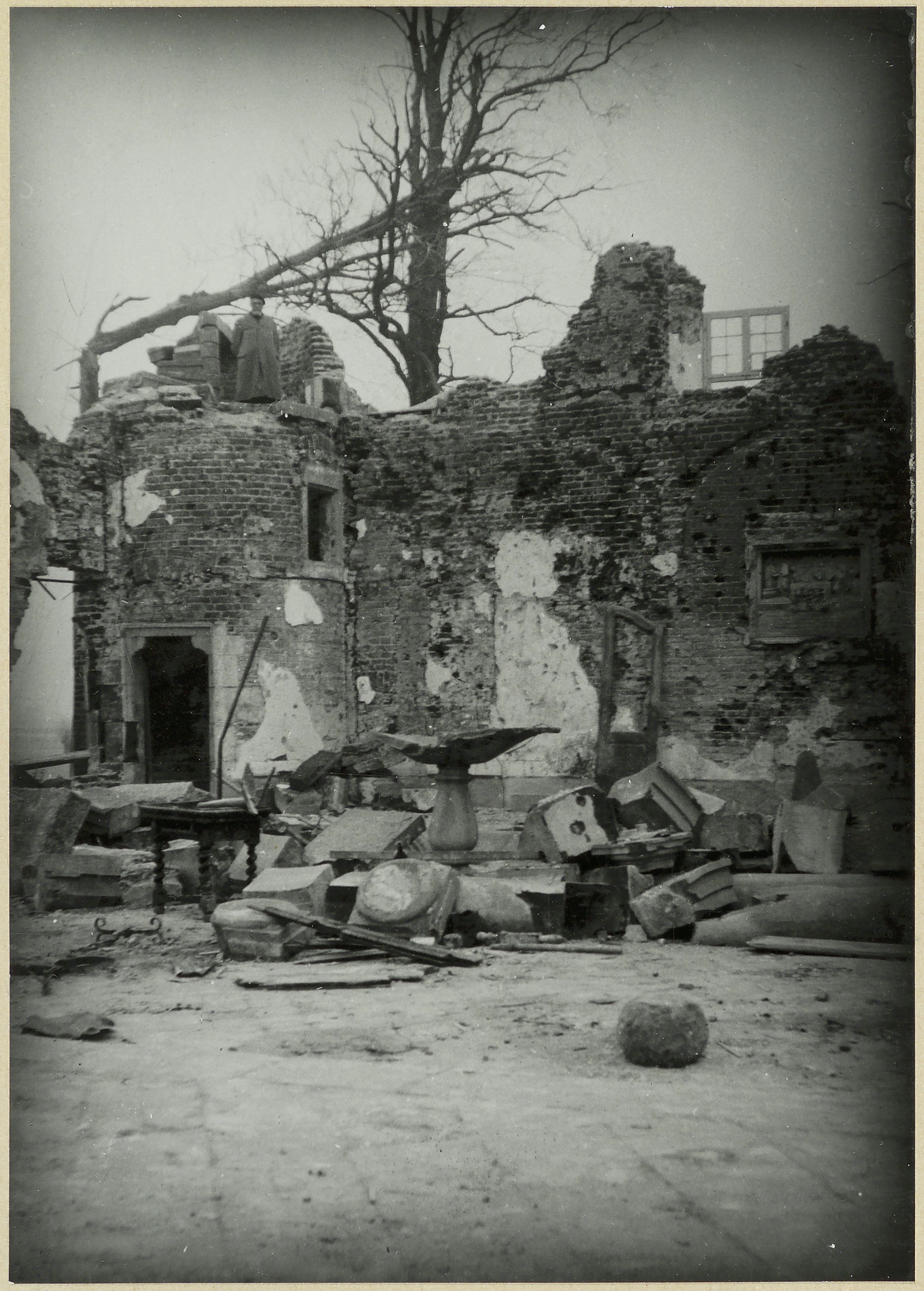
Ruïne Kasteel Geijsteren in 1945

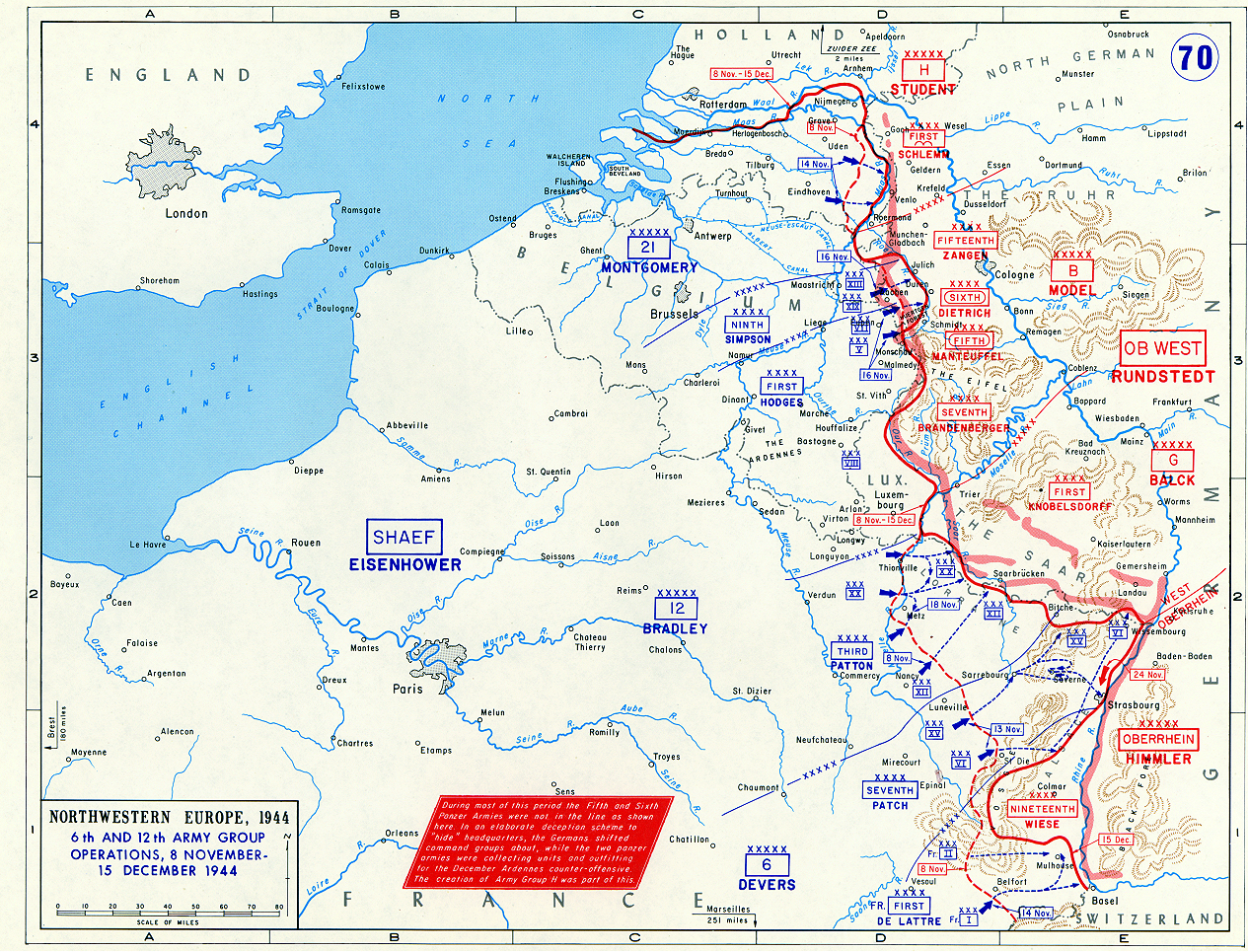
Westelijk front tussen 8 november en 15 december 1944

De geallieerde opmars naar de Maas werd hervat toen op 14 november het Britse leger het Kanaal Wessem-Nederweert overstak bij Sluis Panheel met de deeloperatie Mallard. Op 23 november werd ook in het noorden het front bij Venray doorbroken. 
De Britse opmars verliep voorspoedig, alleen in Wessem, Geijsteren, Broekhuizen en Blerick werd zware weerstand geboden. Het oude kasteel Geijsteren werd in puin geschoten. Het zelfde lot overkwam kasteel Broekhuizen dat met de slag om Broekhuizen met zware verliezen werd ingenomen. In Blerick werden burgers door de bezetter als dwangarbeiders te werk gesteld om een tankgracht te graven. Omdat de Duitsers op 25 november de Maasbruggen tussen Blerick en Venlo hadden opgeblazen, zaten de bewoners van Blerick de laatste weken gevangen in de vesting.
Op 3 december werd Blerick als laatste dorp ten westen van de Maas bevrijd. Het beleg en bevrijding van Blerick staat ook wel bekend als operatie Guildford.

## Opvolgende operaties
De Maas bij Blerick bleef de volgende drie maanden oorlogsfront. Pas met de operatie Grenade en Veritable werd de rechteroever van de Maas met Venlo en Roermond op 1 maart bevrijd.